# الرمثانية
الرمثانية هي إحدى القرى التابعة لناحية الخشنية في محافظة القنيطرة في هضبة الجولان بجنوب غرب سوريا.
وتقع القرية جنوب مدينة القنيطرة بمسافة 13 كم وترتفع عن سطح البحر حولي 812 متر 
وتقبع القرية على ظهر تل أثري وفي أعلاه قلعة ، أبنيتها قديمة من الحجارة البازلتية والتي يعود بنائها إلى العهد الروماني الثاني ومن هنا جاء اسمها ( الرمثانية )
وقد بلغ عدد سكان القرية قبل العدوان 700 نسمة وكانوا يمتهنون الزراعة وتربية المواشي وتسكنها عشيرة البحاترة التي ترجع بإصولها إلى قبيلة طيء. وفي حرب حزيران عام 1967 م تم طرد سكانها وتهجيرهم وغالبية سكانها يقطنون حالياً في مدينة الحجر الأسود جنوب العاصمة دمشق 
وبعد الاحتلال تمّ الإعلان عن القرية كموقع أثريّ يُمْنَع دخوله، وقد نَجَت مبانيها من أسنان البلدوزرات الإسرائيليّة
وتعرضت القرية في العام 1887 إلى محاولة للاستيلاء على قسم من أراضيها من قبل جمعية بنى يهوذا، التي تضم رموزا وشخصيات يهودية . حيث أنجزت إعداد خرائط للجولان وسهل حوران في جنوب سوريا حددت عليها أكثر من مئة موقع من بينها اثنا عشر موقعاً كهدفاً للاستيلاء عليها واستيطانها من قبل اليهود. حيث حاولت تلك الجمعية المذكورة في تلك الآونة امتلاك خمسة عشر ألف دونم من أراضي القرية.